# Хайнрих III (Брауншвайг-Грубенхаген)
Вижте пояснителната страница за други личности с името Хайнрих III.
Хайнрих III (на немски: Heinrich III von Braunschweig Grubenhagen; * 1416, † 1464) от род Велфи (Стар Дом Брауншвайг), е херцог на Брауншвайг-Люнебург и от 1427 до 1464 г. княз на Грубенхаген.

## Живот
Той е най-големият син на херцог Ерих I (1383 – 1427) и съпругата му Елизабет († 1444) от Брауншвайг-Гьотинген, дъщеря на херцог Ото I от Гьотинген (1340 – 1394).
Хайнрих последва баща си през 1427 г. заедно с по-малките му братя Ернст II (1418 – 1466) и Албрехт II (1419 – 1485). До неговото пълнолетие през 1437 г. той е под опекунството на херцог Ото II фон Брауншвайг-Грубенхаген-Остероде. През 1447 г. избухва конфликт между Хайнрих и архиепископа на Майнц и съюзения с херцозите от Гьотинген ландграф Лудвиг I от Хесен. Лудвиг и неговите съюзници обсаждат безуспешно замък Грубенхаген. Те нападат безуспешно и Залцдерхелден.
Хайнрих умира през 1464 г. и е погребан в църквата „Св. Александри“ в Айнбек. Той е последван от сина му Хайнрих.

## Фамилия
Хайнрих се жени преди 27 юни 1457 г. за Маргарете (* 1415/1425, † 9 май 1497), дъщеря на херцога на Саган Йохан I и на Шоластика от Саксония-Витенберг. Той е нейният трети съпруг. Те имат двама сина:
- Ото (* 1458, † млад)
- Хайнрих IV (* 1460, † 1526), ∞ Елизабет от Саксония-Лауенбург († сл. 7 април 1542), дъщеря на Йохан IV херцог на Саксония-Лауенбург.